# Nicolaus Petri (1574–1643)
Nicolaus Petri, född 28 juni 1574 i Skärstads församling, Småland, död 20 januari 1643 i Västra Eneby församling, Östergötlands län, var en svensk präst.

## Biografi
Nicolaus Petri föddes 1574 i Sticklösa i  Skärstads församling. Han var son till bonden Per Joensson och Lisa Persdotter. Nicolaus Petri studerade som 11 åring i Jönköpings skola och blev senare student i Vadstena trivialskola, Växjö skola och Örebro trivialskola. Han blev 1598 kollega vid Örebro trivialskola och 1600 rektor därstädes. Nicolaus Petri prästvigdes 22 december 1601 och blev kapellan i Västra Eneby församling 1602. År 1639 blev han kontraktsprost i Kinds kontrakt. Nicolaus Petri avled 1643 i Västra Eneby församling och begravdes i Västra Eneby kyrka.

### Familj
Nicolaus Petri gifte sig 29 juni 1606 med Helena Johansdotter (död 1652). De fick tillsammans barnen biskopen Samuel Enander (1607–1670) i Linköpings stift, löjtnanten Peder Nilsson Enander (1610–1669) vid Östgöta kavalleriregemente, kyrkoherden Johannes Enander (1623–1672) i Sankt Olofs församling, Norrköping och assessorn Isak Enefelt (1627–1688) i kommerskollegium.